# Madeleine de Puisieux

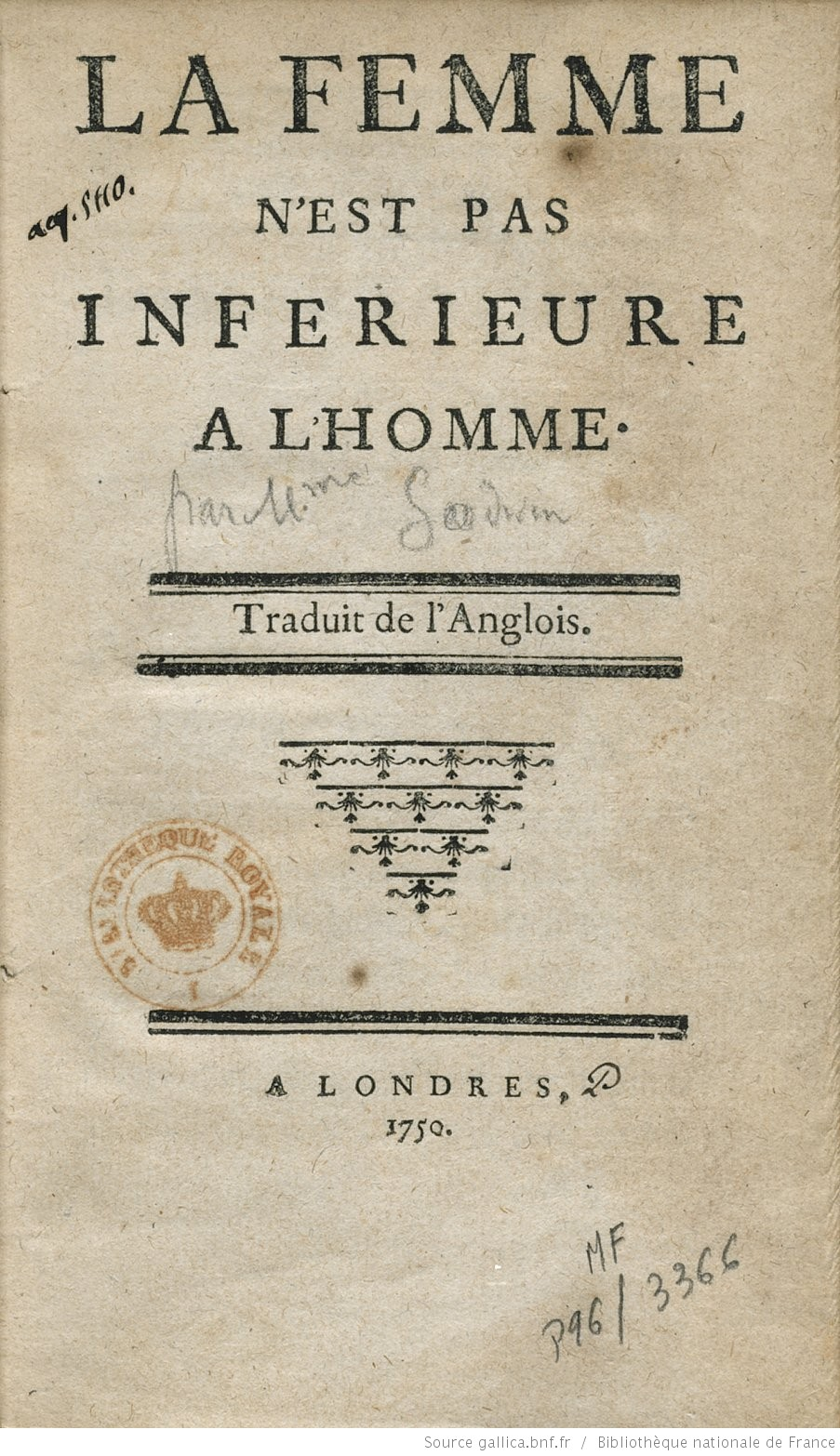
Bokomslaget till La femme n'est pas inferieure a lhomme

Madeleine de Puisieux, född i Paris 1720, död 1798, var en fransk feminist och författare. 
Madeleine de Puisieux var från 1745 aktiv som författare och arbetade tidvis tillsammans med Diderot. Hon utgav bland annat La Femme n’est pas inférieure à l'homme (Kvinnan är inte underlägsen mannen) (1750). Hon var gift med Philippe-Florent de Puisieux (1713-1772), jurist vid parisparlamentet och Frankrikes ambassadör i Schweiz. Hon fick 1795 en statlig pension.   

## Verk
- Alzarac, ou La nécessité d'être inconstant, Cologne, Paris, Charpentier, 1762
- Conseils à une amie, Amsterdam, Aux dépens de la Compagnie, 1751
- Histoire de Mademoiselle de Terville, Amsterdam, Veuve Duchesne, 1768
- Le Goût de bien des gens, ou, Recueil de contes,  tant en vers qu’en prose, Amsterdam, Changuion, 1769
- Le Plaisir et la volupté : conte allégorique, Paphos, [s.n.], 1752
- L'Éducation du marquis de *** ou Mémoires de la comtesse de Zurlac, Berlin, Fouché, 1753
- Les Caractères, Londres [Paris], S.n., 1750-1751
- Mémoires d'un Homme de Bien, Paris, Delalain, 1768
- Réflexions et avis sur les défauts et les ridicules a la mode. Pour servir de suite aux conseils à une amie, Paris, Brunet, 1761
- Zamor et Almanzine, ou L'inutilité de l'esprit et du bon sens, Amsterdam, Hochereau l’aîné, 1755